# RTV21
RTV21 (sigla di Radio Televizioni 21) è una rete televisiva e radiofonica del Kosovo. Il canale radiofonico è attivo dal 1998, mentre le trasmissioni televisive sono iniziate nel 1999, dopo che le forze serbe si ritirarono dal Kosovo. Le trasmissioni di RTV21 sono ricevibili in Kosovo, Albania e Montenegro.